# Gróh István
Gróh István (Nagyberezna, 1867. június 2. – Budapest, Kőbánya, 1936. március 16.) iparművész, művészetelméleti író. Az Iparművészeti Főiskola egykori rektora.

## Pályája

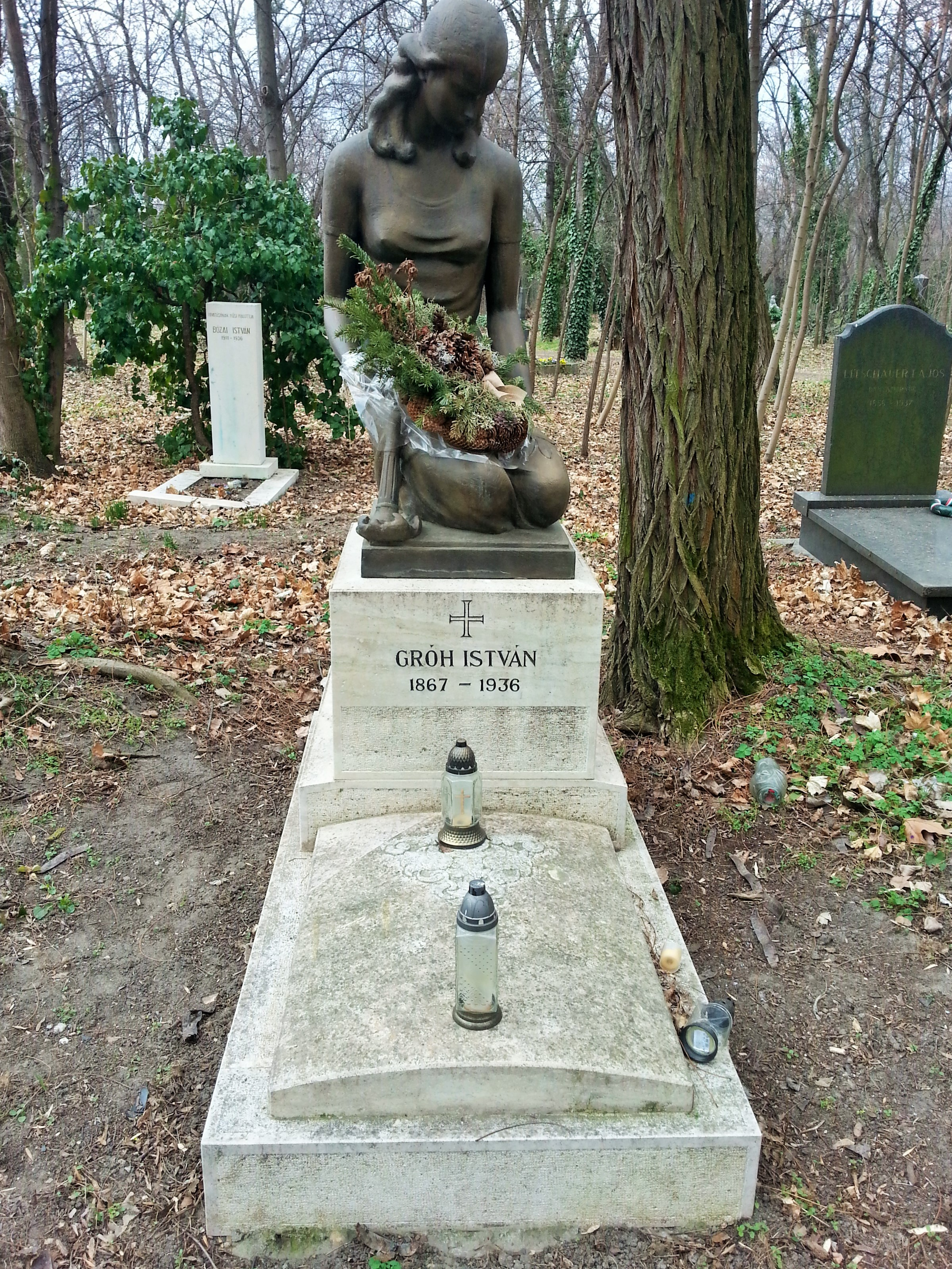
Gróh István sírja Budapesten. Kerepesi temető: 48/3-1-25 (Benkő Rezső és Lux Elek alkotása)

Gróh Sámuel és Polyanszki Viktória fia. A Képzőművészeti Főiskola hallgatója volt, ahol Székely Bertalan és Lotz Károly tanítványaként végzett. Később Nyíregyháza, majd Rozsnyó iskoláiban tanított. 1896-tól az Iparművészeti Iskola tanára, majd 1917-től 1926-os nyugdíjazásáig igazgatója volt. A magyarországi középkori falfestmények felkutatása és másolása miatt a magyar műemlékvédelem egyik úttörőjének tekintik. 1901-ben tanítványaival restaurálta az eperjesi Rákóczi-ház díszítését, és elkészítette a lőcsei Thurzó-ház restaurálási tervét. 1927-ben részt vett a budapesti egyetemi templomban található, Johann Bergl által 1776-ban készített freskók felújításában. 1907-ben díszítőfrízt festett a Zeneakadémia nagytermébe. Szépirodalommal is foglalkozott. Halálát agyvérzés okozta. Felesége Henész Anna volt.

## Művei
- Magyar stílusú rajzminták (Bp., 1904)
- Magyar díszítőművészet (1–2. rész, Bp., 1908)
- A bizánci keresztény művészet első emlékei Erdélyben (Bp., 1933)
- Új magyar díszítések (megjelent: Tündérujjak magyar kézimunka újság kiadásában, Bp., 1929)

### Szépirodalmi művei
Szépirodalmi könyveinek legnagyobb része családi nevén jelent meg, zsidó regényét Szeő Demeter néven adta közre.
- Nobel Árpád kalandjai. Regény. Budapest, 1912
- Két farkas. Regény. Budapest, 1925
- Az idealista Perbetei. Regény. Budapest, 1925
- A harsányi Vénusz. Regény. Budapest, 1926
- Zsidó vagyok. Regény. Budapest, 1933